# Liste der Biografien/Kok
Liste der Biografien |
Portal Biografien |
Personensuche
# |
A |
B |
C |
D |
E |
F |
G |
H |
I |
J |
K |
L |
M |
N |
O |
P |
Q |
R |
S |
T |
U |
V |
W |
X |
Y |
Z |
?
 
Ka |
Kb |
Kc |
Kd |
Ke |
Kf |
Kg |
Kh |
Ki |
Kj |
Kl |
Km |
Kn |
Ko |
Kp |
Kr |
Ks |
Kt |
Ku |
Kv |
Kw |
Ky |
Kx |
Kz
 
Koa |
Kob |
Koc |
Kod |
Koe |
Kof |
Kog |
Koh |
Koi |
Koj |
Kok |
Kol |
Kom |
Kon |
Koo |
Kop |
Kor |
Kos |
Kot |
Kou |
Kov |
Kow |
Kox |
Koy |
Koz
Die Liste der Biografien führt alle Personen auf, die in der deutschsprachigen Wikipedia einen Artikel haben. Dieses ist eine Teilliste mit 210 Einträgen von Personen, deren Namen mit den Buchstaben „Kok“ beginnt.

## Kok
- Kok, Ada (* 1947), niederländische Schwimmerin
- Kok, Bessel (* 1941), niederländischer Manager und Schachfunktionär
- Kok, Emma (* 2008), niederländische SängerinEmma Kok (* 2008)

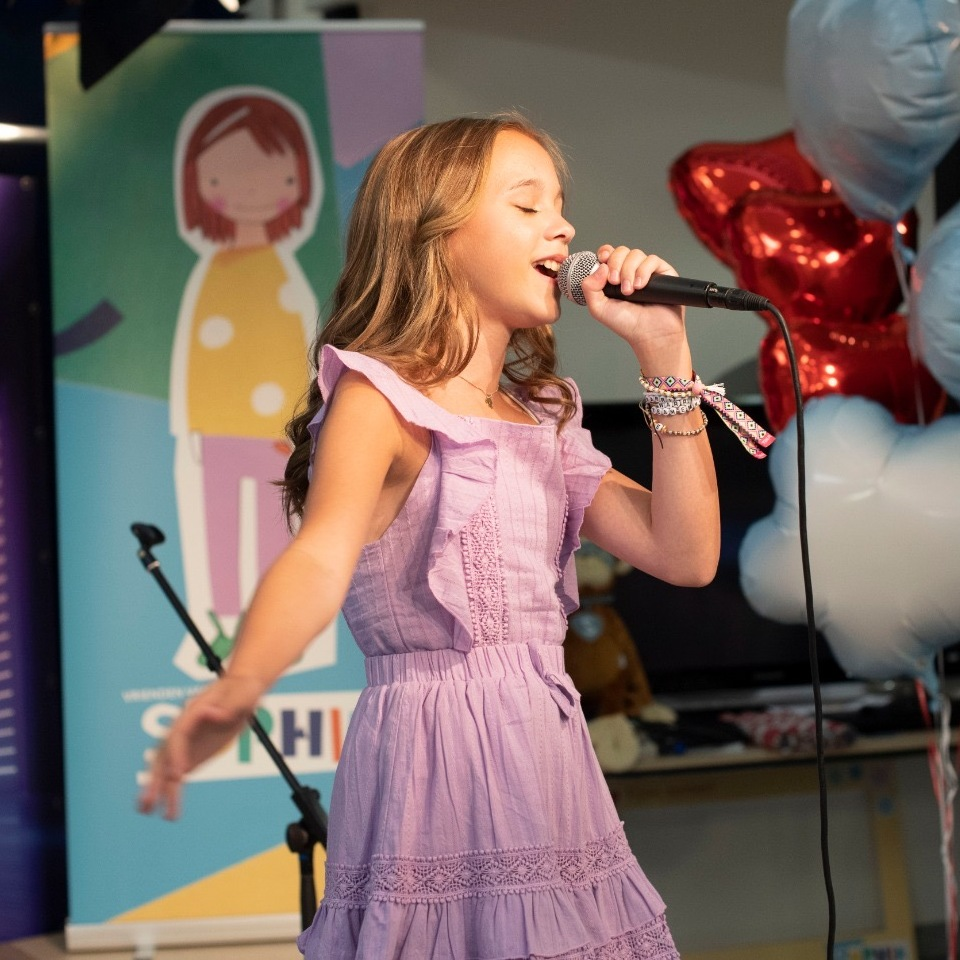
Emma Kok (* 2008)

- Kok, Femke (* 2000), niederländische Eisschnellläuferin
- Kok, Frans (1924–2015), niederländischer Fußballspieler
- Kok, Frans de (1924–2011), niederländischer Dirigent, Arrangeur, Komponist und Musiker
- Kok, Helena (* 2004), niederländische Volleyballspielerin
- Kök, Hürü Meryem (* 1969), deutsche Hörfunkjournalistin
- Kok, Irene de (* 1965), niederländische Judoka
- Kok, J. E. F. De (1882–1940), niederländischer Manager
- Kok, James (1902–1976), rumänischer Musiker
- Kok, Jan (1889–1958), niederländischer Fußballspieler
- Kok, Johannes Antonius de (* 1930), niederländischer römisch-katholischer Ordensgeistlicher, Weihbischof in Utrecht
- Kok, Leo (1893–1992), niederländischer Musiker, Komponist, Antiquar und Widerstandskämpfer
- Kok, Leo (1923–1945), niederländischer Dekorations- und Reklamemaler, Ausstatter, Kostüm- und Bühnenbildner und Opfer des Holocausts
- Kok, Marinus (1916–1999), niederländischer altkatholischer Bischof
- Kok, Mary (* 1940), niederländische Schwimmerin
- Kok, Melanie (* 1983), kanadische Ruderin
- Kok, Philippe J. R. (* 1970), belgischer Evolutionsbiologe, Herpetologe, Ökologe und Hochschullehrer
- Kok, Pieter Daniel Francois (* 1944), namibisch-südafrikanischer Botaniker
- Kok, Ralph (* 1967), niederländischer Tennisspieler
- Kok, Riek Gai, Politiker im Sudan und im Südsudan
- Kok, Robert (* 1957), niederländischer Fußballspieler
- Kok, Theodorus Cornelis Louis (1906–1999), niederländischer Schachkomponist
- Kok, Thomas (* 1998), niederländischer Fußballspieler
- Kok, Vincent (* 1965), chinesischer Filmregisseur, Drehbuchautor und Schauspieler
- Kok, Wim (1938–2018), niederländischer Gewerkschafter und Politiker (Ministerpräsident 1994–2002)Wim Kok (1938–2018)

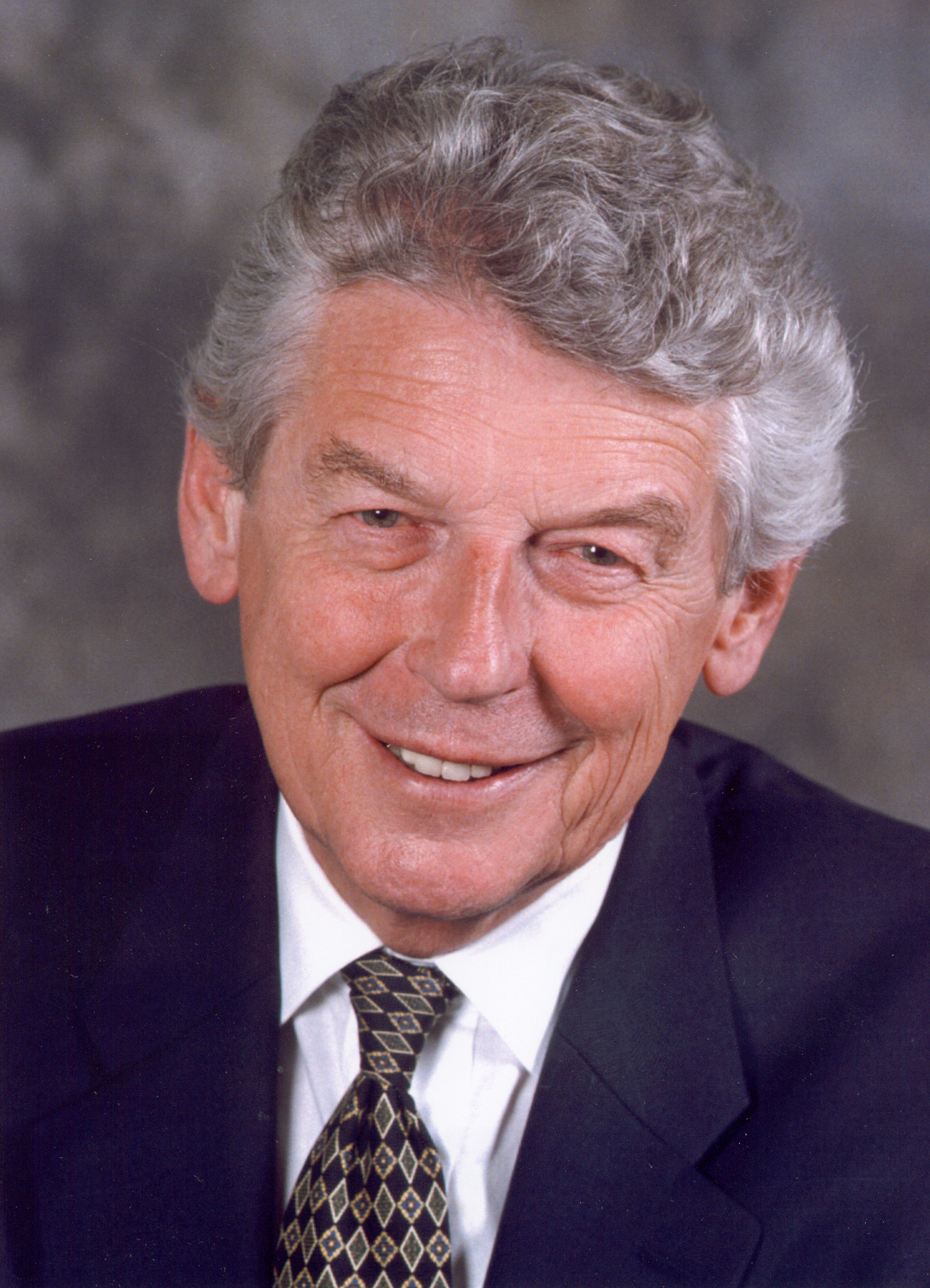
Wim Kok (1938–2018)

### Koka
- Koka, Ertila (* 1988), albanische Sängerin
- Kokadorus (1867–1934), niederländischer Marktschreier
- Kokai, Haruka (* 2003), japanische Langstreckenläuferin
- Kokail, Siegfried (1932–2000), österreichischer Politiker (SPÖ), Abgeordneter zum Nationalrat
- Kokaj, Drin (* 2003), kosovarischer Skirennläufer
- Kokajev, Merike (* 1956), estnische Diplomatin
- Kokaji, Kunitaka, japanischer Dirigent und Komponist
- Kōkaku (1771–1840), 119. Tennō von JapanKōkaku (1771–1840)

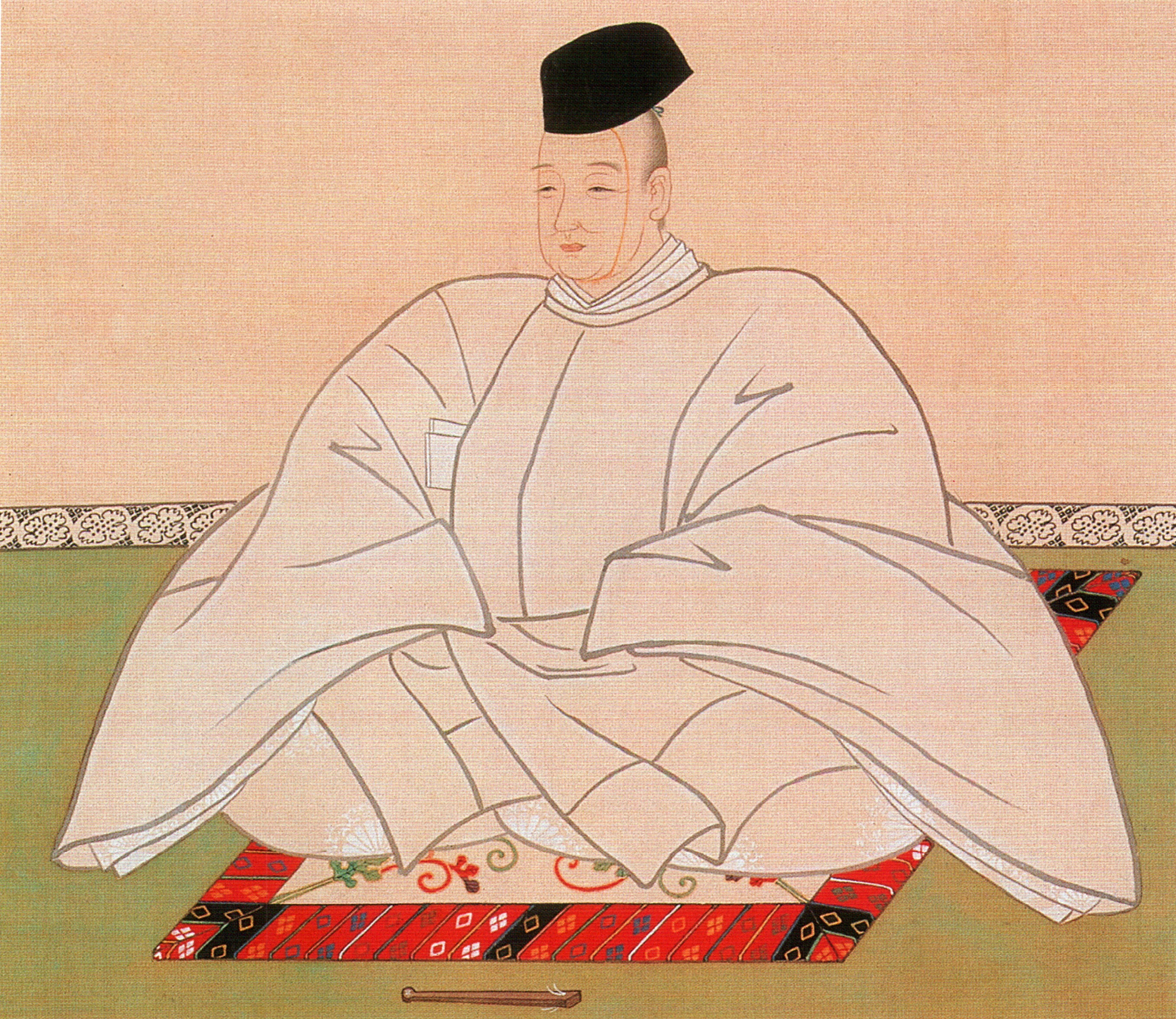
Kōkaku (1771–1840)

- Kokalari, Arba (* 1986), schwedische Politikerin, MdEP
- Kokalari, Musine (1917–1983), albanische Schriftstellerin und Dissidentin
- Kokalj, Jan (* 1997), slowenischer Leichtathlet
- Kokalović, Elvis (* 1988), kroatischer Fußballspieler
- Kokamägi, Erich, estnischer Fußballspieler
- Kokamo, Yumi (* 1971), japanische Marathonläuferin
- Kokan, Shiren (1278–1346), japanischer Zen-Priester und Autor
- Kokane, US-amerikanischer Rapper und Songwriter
- Kokanowa, Newena (1938–2000), bulgarische Schauspielerin
- Kokarew, Denis Sergejewitsch (* 1985), russischer Eishockeyspieler
- Kokarew, Dmitri Nikolajewitsch (* 1982), russischer Schachspieler
- Kokarew, Nikita Jewgenjewitsch (* 2003), russischer Fußballspieler
- Kokartis, Heinrich (1934–2009), deutscher Fußballspieler
- Kokas, Leonidas (* 1973), griechischer Gewichtheber
- Kokas, Raphael (* 2004), österreichischer Radsportler
- Kokauri, Uşangi (* 1992), aserbaidschanischer Judoka

### Kokc
- Kökçü, Orkun (* 2000), niederländisch-türkischer FußballspielerOrkun Kökçü (* 2000)

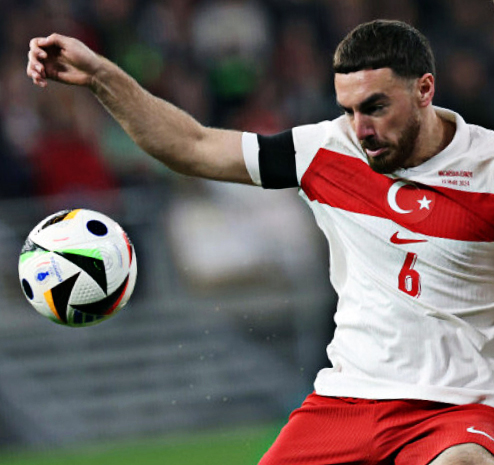
Orkun Kökçü (* 2000)

- Kökçü, Ozan (* 1998), aserbaidschanisch-niederländischer Fußballspieler
- Kökçüoğlu, Elif Beyza (* 2009), türkische Leichtathletin

### Kokd
- Kökdemir, Beste (* 1993), türkische Schauspielerin

### Koke
- Koke (* 1983), spanischer Fußballspieler
- Koke (* 1992), spanischer Fußballspieler
- Koke, Alexander (* 1979), deutscher Handballspieler und -trainer
- Koké, Issaka (1925–2021), nigrisch-französischer Tierarzt und Politiker
- Koke, Otto (1909–1966), deutscher Jagdschriftsteller
- Kokeguchi, Takuya (* 1985), japanischer Fußballspieler
- Kōkei, japanischer Bildhauer
- Kökejew, Schambyl (* 1988), kasachischer Fußballspieler
- Kokemohr, Rainer (1940–2020), deutscher Pädagoge
- Kokemoor, Axel (* 1965), deutscher Rechtswissenschaftler, Sachbuchautor und Hochschullehrer
- Kokemüller, Lars (* 1991), deutscher Schauspieler, Regisseur und Musiker
- Kōken (718–770), 46. und 48. Tennō von Japan (749–758 bzw. 764–770)
- Köken, Ali (* 1967), türkischer Theater-, Karagöz- und Hacivat-Meister und Dichter
- Koken, Änne (1885–1919), deutsche Gebrauchsgrafikerin
- Koken, Carl Johan (1673–1728), deutscher Gold- und Silberarbeiter
- Koken, Christian (1779–1857), deutscher Gymnasiallehrer und Schuldirektor
- Koken, Edmund (1814–1872), deutscher Landschafts- und Porträtmaler
- Koken, Ernst (1860–1912), deutscher Mineraloge, Paläontologe und Hochschullehrer
- Koken, Friedrich Hans (1883–1946), deutscher Landschafts- und Porträtmaler
- Koken, Gustav (1850–1910), deutscher Landschafts- und Porträtmaler
- Koken, Johann Carl (1715–1773), lutherischer Theologe
- Koken, Paul (1853–1910), deutscher Landschafts- und Porträtmaler
- Köken, Uğur (* 1937), türkischer Fußballspieler
- Koken, Walt (* 1946), US-amerikanischer Fiddler, Banjospieler und Sänger
- Kokenge, Hermann (1949–2014), deutscher Landschaftsarchitekt, Rektor der TU Dresden
- Kökenli, Ege (* 1993), türkische Schauspielerin
- Kökény, Beatrix (* 1969), ungarische Handballspielerin
- Kökény, Roland (* 1975), ungarischer Kanute
- Koker, Anna Maria de, niederländische Dichterin, Malerin und Radiererin
- Köker, Azade (* 1949), türkische Bildhauerin und Malerin
- Koker, Klaus (1935–1996), deutscher Grafiker
- Kokert, Vincent (* 1978), deutscher Politiker (CDU), MdL
- Kokeš, Emanuel (1862–1932), tschechischer Großgrundbesitzer, Unternehmer und Politiker
- Kokesch, Josef (1946–2022), deutscher Fußballspieler
- Kokesch, Karl (1905–1959), österreichischer Politiker (ÖVP), Landtagsabgeordneter
- Kokesch, Oser (1859–1905), zionistischer Politiker und Rechtsanwalt
- Kokeza, Ljubomir (1920–1992), jugoslawischer Fußballspieler

### Koki
- Kokia (* 1976), japanische Sängerin
- Kokić, Aleksa (1913–1940), jugoslawischer Schriftsteller
- Kokić, Ana (* 1983), serbische Pop-Sängerin und Fotomodell
- Kokić, Emilija (* 1968), kroatische Pop- und Schlagersängerin
- Kokir, Branko (* 1974), serbischer Handballspieler
- Kökirekbajew, Kärim (* 1957), kasachischer Politiker

### Kokk
- Kokk, Kaspar (* 1982), estnischer Skilangläufer
- Kokk, Rene (* 1980), estnischer Politiker
- Kokkai, Futoshi (* 1981), georgischer Sumoringer
- Kokkalis, Petros S. (* 1970), griechischer Geschäftsmann und Politiker, MdEP
- Kokkalis, Sokratis (* 1939), griechischer Unternehmer
- Kokkat, Dominic (* 1932), indischer Ordensgeistlicher, römisch-katholischer Bischof
- Kokkelink, Günther (1932–2013), deutscher Architekt, Professor für Stadtbaugeschichte und Autor
- Kokkelkoren, Martin (* 1969), niederländischer Radrennfahrer
- Kokkin, Dag Erik (* 1987), norwegischer Biathlet
- Kokkinaki, Konstantin Konstantinowitsch (1910–1990), sowjetischer Testpilot
- Kokkinaki, Wladimir Konstantinowitsch (1904–1985), sowjetischer Testpilot
- Kokkinakis, Thanasi (* 1996), griechisch-australischer TennisspielerThanasi Kokkinakis (* 1996)

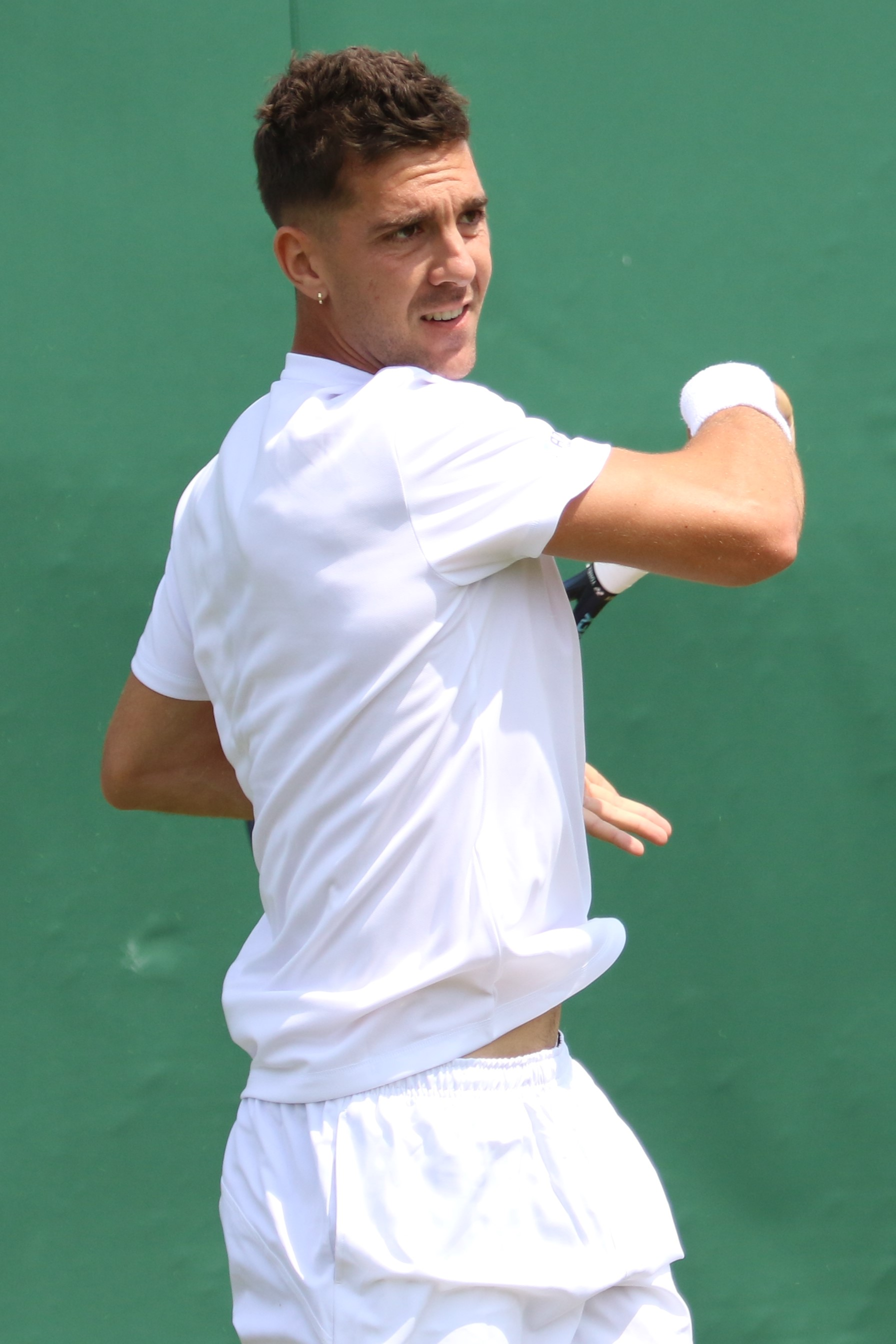
Thanasi Kokkinakis (* 1996)

- Kokkinen, Väinö (1899–1967), finnischer Ringer
- Kokkinis, Tahlia (* 2008), australische Tennisspielerin
- Kokkinos, Dionysios (1884–1967), griechischer Historiker, Journalist, Akademiker und Schriftsteller
- Kokkinou, Elli (* 1970), griechische Sängerin
- Kokko, Hanna (* 1971), finnische theoretische Biologin mit dem Schwerpunkt Evolutionsbiologie
- Kokko, Petri (* 1966), finnischer Eiskunstläufer
- Kokko, Petri (* 1975), finnischer Eishockeyspieler
- Kokko, Yrjö (1903–1977), finnischer Tierarzt und Schriftsteller
- Kokkola, Angela (1932–2017), griechische Politikerin (PASOK), MdEP
- Kokkonen, Akseli (* 1984), finnischer bzw. norwegischer Skispringer
- Kokkonen, Joonas (1921–1996), finnischer Komponist
- Kokkonen, Pentti (* 1955), finnischer Skispringer

### Kokl
- Kokljajew, Michail Wiktorowitsch (* 1978), russischer Strongman und Gewichtheber
- Kokloni, Georgia (* 1981), griechische Sprinterin
- Köklü, Nuh (1968–2015), türkischer Journalist und Schriftsteller

### Kokm
- Kokmeijer, Niels (* 1977), niederländischer Fußballspieler

### Koko
- Kōkō (830–887), 58. Kaiser von Japan (884–887)
- Koko, Demeter (1891–1929), österreichischer Maler und Zeichner des Spätimpressionismus
- Koko, Kev, Musikproduzent, DJ und Sänger
- Kokoç, Emrullah (* 1982), türkischer Fußballspieler
- Kokocinski, Michael (* 1985), deutscher Fußballspieler
- Kokoity, Eduard Dschabejewitsch (* 1964), südossetischer Präsident
- Kokojan, Miroslav (* 1946), tschechischer Badmintonspieler
- Kokojew, Dawid Soslanowitsch (* 2002), russischer Fußballspieler
- Kokol, Soluna-Delta (* 1997), deutsch-jamaikanische Schauspielerin
- Kokolakis, Dimitrios (* 1949), griechischer Basketballspieler
- Kokolia, Vladimír (* 1956), tschechischer Maler, Schriftsteller, Poet und Underground-Musiker
- Kokoll, Joseph (1894–1954), österreichischer Radrennfahrer
- Kokontei, Shinshō V. (1890–1973), japanischer Rakugo-Srecher
- Kokontis, Patrick (1964–2021), Schweizer Schriftsteller
- Kokora, Konstantin Leonidowitsch (1957–2025), russischer Eiskunstläufer
- Kokora-Tekry, Noël (1922–2001), ivorischer Geistlicher, katholischer Bischof
- Kokoras, Panayiotis (* 1974), griechischer Komponist
- Kokorekin, Alexei Alexejewitsch (1906–1959), sowjetischer Grafiker
- Kokorew, Boris Borissowitsch (1959–2018), russischer Sportschütze
- Kokorin, Alexander Alexandrowitsch (* 1991), russischer FußballspielerAlexander Alexandrowitsch Kokorin (* 1991)

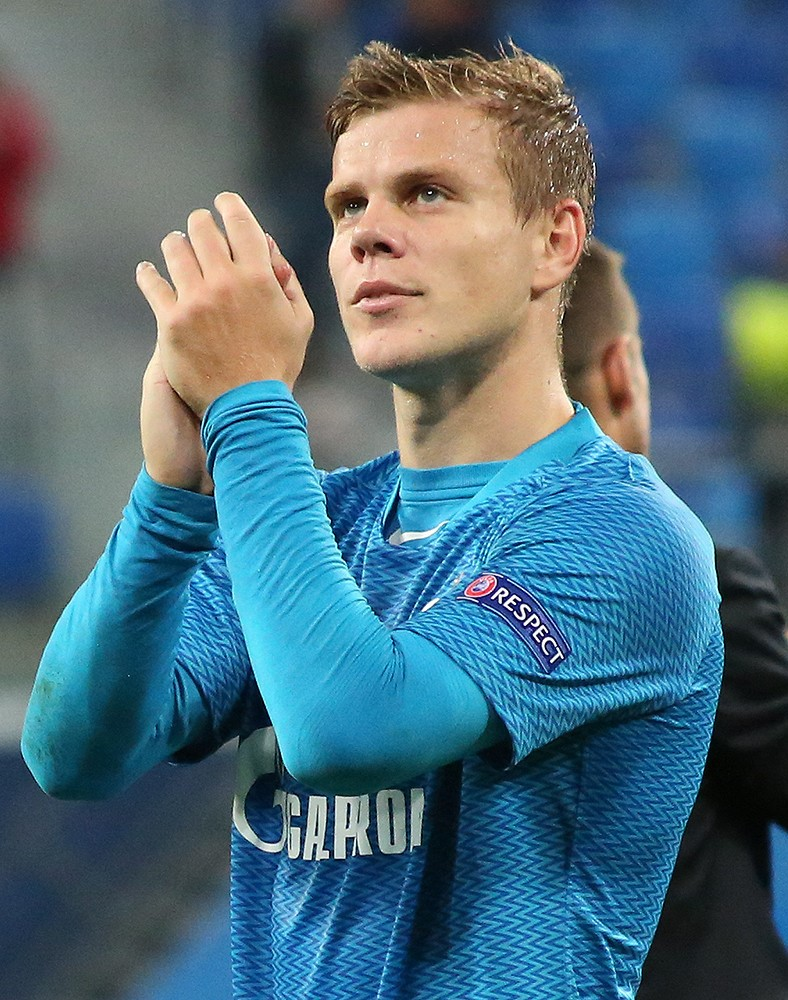
Alexander Alexandrowitsch Kokorin (* 1991)

- Kokorin, Anton Sergejewitsch (* 1987), russischer Leichtathlet
- Kokorinow, Alexander Filippowitsch (1726–1772), russischer Architekt
- Kokorović, Ed (* 1995), kroatischer Fußballspieler
- Kokoryn, Krzysztof (* 1964), polnischer Maler und Trickfilmer
- Kokoschinegg, Gustav (1837–1928), österreichischer Politiker
- Kokoschka, Bohuslav (1892–1976), österreichischer Schriftsteller, Maler und Grafiker, Bruder von Oskar Kokoschka
- Kokoschka, Oskar (1886–1980), österreichischer Maler, Schriftsteller, ExpressionistOskar Kokoschka (1886–1980)

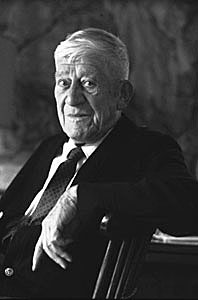
Oskar Kokoschka (1886–1980)

- Kokoschko, Roman (* 1996), ukrainischer Kugelstoßer
- Kokoškov, Igor (* 1971), US-amerikanisch-serbischer Basketballtrainer
- Kokosky, Samuel (1838–1899), deutscher Sozialdemokrat
- Kokosz, Milena (* 2001), polnische Fußballspielerin
- Kokoszka, Adam (* 1986), polnischer Fußballspieler
- Kokoszka, Aleksander (* 1983), polnischer Handballspieler
- Kokoszko, Edward (1900–1962), polnischer Landschaftsmaler, Lehrer und Warschauer Kulturaktivist
- Kokoszyńska-Lutmanowa, Maria (1905–1981), polnische Philosophin, Logikerin und Hochschullehrerin
- Kokot, Aleš (* 1979), slowenischer Fußballspieler
- Kokot, Andrej (1936–2012), österreichischer Schriftsteller slowenischer Volkszugehörigkeit
- Kokot, Franciszek (1929–2021), polnischer Arzt, Nephrologe und Endokrinologe
- Kokot, Manfred (* 1948), deutscher Leichtathlet und Olympiamedaillengewinner
- Kokot, Reinhard (* 1953), deutscher Sprinter
- Kokot, Sascha (* 1982), deutscher Autor
- Kokot, Waltraud (* 1952), deutsche Ethnologin und Hochschullehrerin
- Kokotović, Miroslav (1913–1988), jugoslawischer Fußballspieler und -trainer
- Kokotović, Nada (* 1944), jugoslawische bzw. kroatische Theaterregisseurin und Choreografin
- Kokott, Daniel, deutscher AktivistDaniel Kokott

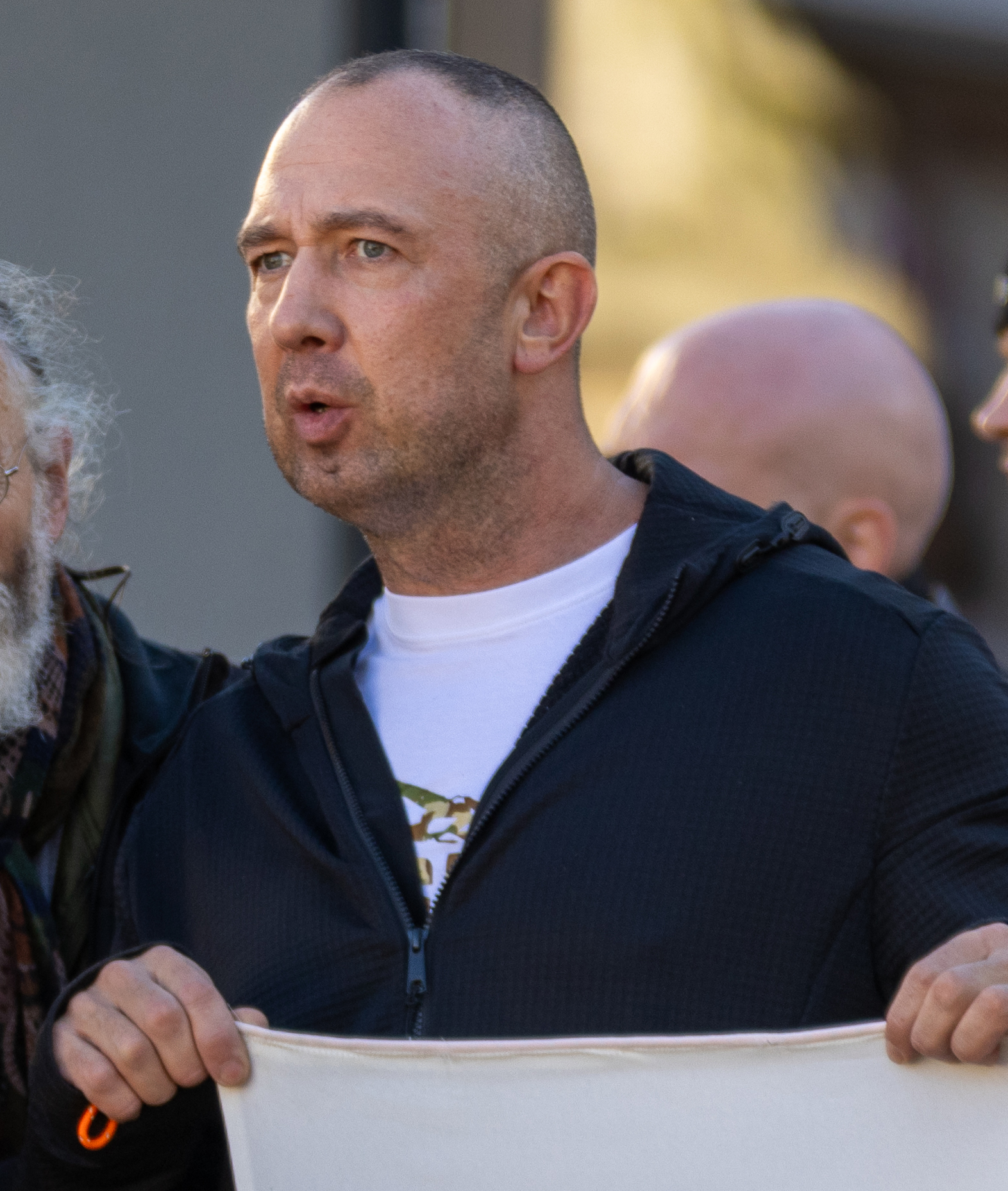
Daniel Kokott

- Kokott, Heinz (1900–1976), deutscher Offizier, zuletzt Generalmajor im Zweiten Weltkrieg
- Kokott, Juliane (* 1957), deutsche Juristin
- Kokott, Klaus (* 1943), deutscher Fußballspieler
- Kokott, Michael (* 1960), deutscher Chorleiter, Musikschullehrer und Kirchenmusiker
- Kokott, Raimund (1930–2023), deutscher Berufsoffizier
- Kokott-Weidenfeld, Gabriele (* 1948), deutsche Politikerin (CDU), MdL
- Kokovas, Stelios (* 2001), griechischer Fußballspieler
- Kokoviadou, Christina (* 1994), griechische Fußballspielerin
- Kokow, Waleri Muchamedowitsch (1941–2005), russischer Politiker, Präsident von Kabardino-Balkarien (1990–2005)
- Kokowska, Renata (* 1958), polnische Langstreckenläuferin
- Kokowzow, Wladimir Nikolajewitsch (1853–1943), russischer Staatsmann, Ministerpräsident vom Russischen Reich (1911–1914)

### Kokr
- Kokram, Pimpichaya (* 1998), thailändische Volleyballspielerin
- Kokrda, Quirin (1873–1937), österreichischer Politiker (SDAP), Stadtrat in Wien

### Koks
- Kokša, Đuro (1922–1998), kroatischer Priester, Theologe und Weihbischof in Zagreb
- Köksal, Hikmet (1932–2020), türkischer General
- Köksal, Yılmaz (1939–2015), türkischer Schauspieler
- Kokscharow, Alexander Eduardowitsch (* 2004), russischer Fußballspieler
- Kokscharow, Eduard Alexandrowitsch (* 1975), russischer Handballspieler und -trainer
- Kokscharow, Juri Alexandrowitsch (* 1985), russischer Eishockeyspieler
- Kokscharow, Nikolai Iwanowitsch (1818–1893), russischer Mineraloge
- Kokslien, Mikko (* 1985), norwegischer Nordischer Kombinierer
- Koksma, Jurjen (1904–1964), niederländischer Mathematiker
- Kokstein, Oskar (1860–1943), österreichisch-ungarischer Beamter und Hofrat
- Koksvik, Alf (* 1968), norwegischer Biathlontrainer und Funktionär

### Kokt
- Kökten, İsmail Kılıç (1904–1974), türkischer Archäologe
- Köktürk, Cansın (* 1993), deutsche Autorin, Sozialarbeiterin und Politikerin (Bündnis 90/Die Grünen, Die Linke)

### Koku
- Kokubo, Jun (* 1980), japanischer Fußballspieler
- Kokubo, Kazuhiro (* 1988), japanischer Snowboarder
- Kokubo, Leo (* 2001), japanisch-nigerianischer Fußballtorhüter
- Kokubo, Takashi (* 1956), japanischer Musiker und Sound-Umgebungsdesigner; Vertreter der Kankyō Ongaku
- Kokubu, Hiroko (* 1959), japanische Jazzmusikerin (Piano, Komposition) und Fernseh- und Hörfunkmoderatorin
- Kokubu, Shintarō (* 1994), japanischer Fußballspieler
- Kokubun, Masashi (* 1995), japanischer Fußballspieler
- Kokula, Ilse (* 1944), deutsche Lesbenforscherin
- Kokura, Andrij (* 2003), ukrainischer Eiskunstläufer und Filmemacher
- Kokuryō, Ippei (* 1993), japanischer Fußballspieler
- Kokuryō, Tsunerō (1919–1999), japanischer Maler im Yōga-Stil
- Kokuta, Keiji (* 1947), japanischer Politiker

### Koky
- Kokylion, griechischer Töpfer